# Fervore di Buenos Aires
Fervore di Buenos Aires è una raccolta di poesie scritte da Jorge Luis Borges nel 1923.

## Trama
Stampato frettolosamente alla vigilia di un nuovo viaggio in Europa con la famiglia, debutto dell'autore ventiquattrenne, ebbe un curioso battesimo. Nessun invio a librerie e a critici, alcune copie regalate agli amici, altre infilate nei cappotti appesi agli attaccapanni nell'anticamera di una rivista letteraria. Dopo un anno, al ritorno in patria, il giovane scrittore apprese che quelle poesie erano state lette e persino recensite. Era l'inizio della sua "piccola reputazione come poeta", come racconta. E il lettore d'oggi può accertarne il merito grazie alla raccolta edita da Adelphi, risultato di ripetute revisioni, analizzato da minuziose note al testo del curatore Tommaso Scarano e dal suo saggio che puntualmente esamina il percorso delle forme e dei contenuti del libro. L'immaginario urbanistico borgesiano si apre sulle strade dell'amata città natale più lontano dalle luci e dal chiasso della modernità. I versi del poeta le accarezzano nelle pieghe più segrete con una scrittura che evoca l'avanguardia ultraista di cui l'esordiente autore fu adepto non corrivo. E il suo genio di metafisico esploratore del tempo e dello spazio si esalta qui in una rappresentazione enigmatica e affascinante: "gli oscuri crocevia trafitti | da quattro lontananze senza fine | in sobborghi di silenzio."

## Edizioni
- in Opere, vol. 1, a cura di Domenico Porzio, Milano: Mondadori, 1985 ISBN 88-04-24811-4
- a cura di Tommaso Scarano, Milano: Adelphi, 2010 ISBN 978-88-459-2477-4